# Динго
Динго (Canis lupus dingo) е диво куче, което преди това е било домашно и е единствен представител на Плацентни във фауната на Австралия. Наименованието динго най-вероятно идва от тинго, име, с което аборигените наричат техните кучета.
Динго има средна височина – 47-67 cm, дължина на тялото 86-122 cm, дължина на опашката 26-38 cm. Теглото им е от 10 до 19 kg, в много редки случаи до 24 kg. Окраската на тялото обикновено е рижава. Чистокръвните динго не могат да лаят, или поне техният лай се различава съществено от този на другите кучета, но могат да вият. Те са преимуществено нощни животни, особено в топлите райони. Известни са много малко случаи на нападение на динго над хора.
Разпространено е предимно в Австралия и в някои откъслечни райони на югоизточна Азия. В диетата на дингото влизат зайци, овце, кенгуру и други видове животни, включително насекоми. Дингото се размножава веднъж годишно.